# Top 100 Jaaroverzicht 2022 (Nederlandse Top 40)
Dit is een lijst van het top 100 jaaroverzicht van 2022 van de Nederlandse Top 40.
|     | Artiest                                       | Nummer                       | Aantal Punten |
| --- | --------------------------------------------- | ---------------------------- | ------------- |
| 1   | Harry Styles                                  | As It Was                    | 1040          |
| 2   | Benson Boone                                  | In the Stars                 | 748           |
| 3   | Flemming                                      | Automatisch                  | 724           |
| 4   | Tiësto, Ava Max                               | The Motto                    | 714           |
| 5   | Willy William                                 | Trompeta                     | 711           |
| 6   | Rosa Linn                                     | Snap                         | 706           |
| 7   | James Hype, Miggy Dela Rosa                   | Ferrari                      | 704           |
| 8   | Camila Cabello, Ed Sheeran                    | Bam Bam                      | 703           |
| 9   | Meduza, James Carter, Elley Duhé, Fast Boy    | Bad Memories                 | 693           |
| 10  | Alesso, Zara Larsson                          | Words                        | 687           |
| 11  | David Guetta, Bebe Rexha                      | I'm Good (Blue)              | 676           |
| 12  | OneRepublic                                   | I Ain't Worried              | 668           |
| 13  | Purple Disco Machine, Sophie and the Giants   | In the Dark                  | 664           |
| 14  | Kris Kross Amsterdam, Antoon, Sigourney K     | Vluchtstrook                 | 650           |
| 15  | Meau                                          | Dat heb jij gedaan           | 587           |
| 16  | Son Mieux                                     | Multicolor                   | 576           |
| 17  | George Ezra                                   | Anyone for You (Tiger Lily)  | 567           |
| 18  | Rema                                          | Calm Down                    | 564           |
| 19  | Ed Sheeran                                    | Overpass Graffiti            | 554           |
| 20  | La Fuente                                     | I Want You                   | 536           |
| 21  | David Guetta, Becky Hill, Ella Henderson      | Crazy What Love Can Do       | 531           |
| 22  | S10                                           | De diepte                    | 525           |
| 23  | Jax Jones, MNEK                               | Where Did You Go?            | 525           |
| 24  | Gayle                                         | Abcdefu                      | 520           |
| 25  | Rondé                                         | Love Myself                  | 502           |
| 26  | DI-RECT                                       | Through the Looking Glass    | 500           |
| 27  | Lauren Spencer-Smith                          | Fingers Crossed              | 495           |
| 28  | Sam Smith, Kim Petras                         | Unholy                       | 490           |
| 29  | Harry Styles                                  | Late Night Talking           | 489           |
| 30  | Flemming                                      | Zij wil mij                  | 476           |
| 31  | George Ezra                                   | Green Green Grass            | 473           |
| 32  | Antoon                                        | Hallo                        | 460           |
| 33  | Lewis Capaldi                                 | Forget Me                    | 457           |
| 34  | Imagine Dragons, JID                          | Enemy                        | 450           |
| 35  | Robin Schulz, Dennis Lloyd                    | Young Right Now              | 450           |
| 36  | Dean Lewis                                    | How Do I Say Goodbye         | 440           |
| 37  | Elton John, Britney Spears                    | Hold Me Closer               | 422           |
| 38  | Rondé                                         | Hard to Say Goodbye          | 410           |
| 39  | Suzan & Freek                                 | Honderd keer                 | 396           |
| 40  | Stromae                                       | L'enfer                      | 394           |
| 41  | Shawn Mendes                                  | It'll Be Okay                | 386           |
| 42  | Suzan & Freek                                 | Kwijt                        | 383           |
| 43  | Kris Kross Amsterdam, Ronnie Flex, Zoë Tauran | Adrenaline                   | 376           |
| 44  | Goldband                                      | Noodgeval                    | 367           |
| 45  | Ed Sheeran                                    | Celestial                    | 365           |
| 46  | Gabry Ponte, LUM!X, Daddy DJ                  | We Could Be Together         | 360           |
| 47  | Armin van Buuren, Billen Ted, JC Stewart      | Come Around Again            | 359           |
| 48  | Ofenbach, Ella Henderson                      | Hurricane                    | 358           |
| 49  | Sigala                                        | Melody                       | 352           |
| 50  | Lost Frequencies, James Arthur                | Questions                    | 347           |
| 51  | Glass Animals                                 | Heat Waves                   | 339           |
| 52  | OneRepublic                                   | Sunshine                     | 338           |
| 53  | Oliver Tree, Robin Schulz                     | Miss You                     | 318           |
| 54  | Taylor Swift                                  | Anti-Hero                    | 315           |
| 55  | LF System                                     | Afraid To Feel               | 309           |
| 56  | Swedish House Mafia, The Weeknd               | Moth to a Flame              | 309           |
| 57  | Topic, A7S                                    | Kernkraft 400 (A Better Day) | 305           |
| 58  | Alesso, Katy Perry                            | When I'm Gone                | 304           |
| 59  | Maan, Goldband                                | Stiekem                      | 300           |
| 60  | Lil Nas X                                     | Star Walkin'                 | 297           |
| 61  | Joel Corry, David Guetta, Bryson Tiller       | What Would You Do?           | 294           |
| 62  | Rondé                                         | Bright Eyes                  | 288           |
| 63  | Måneskin                                      | The Loneliest                | 287           |
| 64  | Kris Kross Amsterdam, Donnie, Tino Martin     | Vanavond (Uit m'n bol)       | 282           |
| 65  | Tiësto, Charli XCX                            | Hot in It                    | 279           |
| 66  | Imanbek, BYOR                                 | Belly Dancer                 | 268           |
| 67  | Claude                                        | Ladada (Mon dernier mot)     | 254           |
| 68  | Shawn Mendes                                  | When You're Gone             | 247           |
| 69  | Antoon                                        | Olivia                       | 246           |
| 70  | 5 Seconds of Summer                           | Complete Mess                | 246           |
| 71  | Imagine Dragons                               | Bones                        | 245           |
| 72  | Jaap Reesema                                  | Grijs                        | 233           |
| 73  | Tate McRae                                    | She's All I Wanna Be         | 228           |
| 74  | Benson Boone                                  | Ghost Town                   | 226           |
| 75  | Duncan Laurence                               | Electric Life                | 224           |
| 76  | Maan, De Jeugd van Tegenwoordig               | Naar de maan                 | 222           |
| 77  | The Weeknd                                    | Sacrifice                    | 222           |
| 78  | Bastille                                      | Shut Off the Lights          | 222           |
| 79  | Ava Max                                       | Maybe You're The Problem     | 220           |
| 80  | Flemming, Ronnie Flex                         | Terug bij af                 | 219           |
| 81  | Snelle                                        | In m'n bloed                 | 217           |
| 82  | Álvaro Soler, Topic                           | Sólo Para Ti                 | 215           |
| 83  | Adele                                         | Easy on Me                   | 213           |
| 84  | Alok, Ella Eyre, Kenny Dope, Never Dull       | Deep Down                    | 211           |
| 85  | Måneskin                                      | Supermodel                   | 201           |
| 86  | Justin Bieber                                 | Ghost                        | 196           |
| 87  | Rihanna                                       | Lift Me Up                   | 193           |
| 88  | Fireboy DML, Ed Sheeran                       | Peru                         | 191           |
| 89  | Rolf Sanchez                                  | Darte un beso                | 190           |
| 90  | Acraze                                        | Do It to It                  | 183           |
| 91  | Gabry Ponte, LUM!X, Prezioso                  | Thunder                      | 178           |
| 92  | Joel Corry, Tom Grennan                       | Lionheart (Fearless)         | 176           |
| 93  | Tiësto, Tate McRae                            | 10:35                        | 171           |
| 94  | Katnuf                                        | Van mij zijn                 | 163           |
| 95  | P!nk                                          | Never Gonna Not Dance Again  | 156           |
| 96  | Lil Nas X                                     | Thats What I Want            | 155           |
| 97  | Kygo, DNCE                                    | Dancing Feet                 | 149           |
| 98  | Maan                                          | Leven                        | 147           |
| 99  | Meghan Trainor                                | Made You Look                | 143           |
| 100 | Swedish House Mafia, Connie Constance         | Heaven Takes You Home        | 142           |